# Klieren van Meibom
De klieren van Meibom, glandulae tarsicae, glandulae tarsicae Meibomi of glandulae tarsales zijn klieren aan de bindvlieszijde van de ooglidrand, die een olieachtig product produceren dat de vetlaag van de traanfilm vormt. Deze laag van lipiden voorkomt al te snelle verdamping van het waterige deel van de traanfilm en het hydrofobe aspect van de laag voorkomt bovendien indringing van water en infecties van buitenaf.
Langs de bovenste ooglidrand zijn ongeveer vijftig van deze klieren gelegen, aan de onderste lidrand ongeveer 25.
De klieren zijn genoemd naar de Duitse arts en anatoom Heinrich Meibom (1638-1700), die de klieren als eerste uitvoerig beschreef. De klieren waren echter al getekend door de Italiaanse anatoom Giulio Casserio (ca. 1552-1616).
Bij niet of onvoldoende functioneren van de klieren van Meibom kunnen droge ogen ontstaan, wat ertoe kan leiden dat de patiënt kunsttranen moet gaan gebruiken om verdere uitdroging en de daarop volgende beschadiging van het hoornvlies te voorkomen.
Een acute ontsteking van een klier van Meibom wordt een hordeolum internum genoemd. Deze kan overgaan in het chronische chalazion.